# Rejon kołomacki
Rejon kołomacki (ukr. Коломацький район) – dawna jednostka administracyjna wchodząca w skład obwodu charkowskiego Ukrainy.
Utworzony w 1923, miał powierzchnię 330 km² i liczył około 9 tysięcy mieszkańców. Siedzibą władz rejonowych był Kołomak.
Na terenie rejonu znajdowały się 1 osiedlowa rada i 4 silskie rady, liczące w sumie 33 wsie.
Zlikwidowany 19 lipca 2020 roku w ramach reformy administracyjnej. Jego ziemie weszły w skład nowego rejonu bogoduchowskiego.